# زبان تایرات
زبان تایرات (انگلیسی: Air Tamajeq language)
نام یک زبان است که گویشوران آن از قوم طوارق هستند که در استان آگادز در نیجر سکنی گزیده‌اند. تعداد گویشوران این زبان حدود ۲۵۰٬۰۰۰ نفر تخمین زده شده است.